# Interlands Noors voetbalelftal 1970-1979
Deze pagina toont een chronologisch en gedetailleerd overzicht van de interlands die het Noors voetbalelftal heeft gespeeld in de periode 1970 – 1979.

## Interlands

### 1970
|                                                                     |           |                                        |                   |                                                                               |
| 13 mei Vriendschappelijk № 329 «onderlinge duels» 19:00 uur (UTC+1) | Noorwegen | 0 – 2                                  | Tsjecho-Slowakije | Ullevaalstadion, Oslo Toeschouwers: 14.492 Scheidsrechter: Bent Nielsen (DEN) |
| 13 mei Vriendschappelijk № 329 «onderlinge duels» 19:00 uur (UTC+1) |           | 8' Ladislav Kuna 71' Alexander Horváth |                   | Ullevaalstadion, Oslo Toeschouwers: 14.492 Scheidsrechter: Bent Nielsen (DEN) |

|                                                                             |                                        |       |         |                                                                               |
| 17 juni Noords Kampioenschap 1968/71 № 330 «onderlinge duels» 18:30 (UTC+1) | Noorwegen                              | 2 – 0 | Finland | Brannstadion, Bergen Toeschouwers: 12.887 Scheidsrechter: Gerhard Kunze (GDR) |
| 17 juni Noords Kampioenschap 1968/71 № 330 «onderlinge duels» 18:30 (UTC+1) | Hans Edgar Paulsen 59' Finn Seeman 76' |       |         | Brannstadion, Bergen Toeschouwers: 12.887 Scheidsrechter: Gerhard Kunze (GDR) |

|                                                                    |                                               |       |           |                                                                                    |
| 20 juli Vriendschappelijk № 331 «onderlinge duels» 20:00 uur (UTC) | IJsland                                       | 2 – 0 | Noorwegen | Laugardalsvöllur, Reykjavik Toeschouwers: 5.822 Scheidsrechter: Tiny Wharton (SCO) |
| 20 juli Vriendschappelijk № 331 «onderlinge duels» 20:00 uur (UTC) | Hermann Gunnarsson 61' Hermann Gunnarsson 63' |       |           | Laugardalsvöllur, Reykjavik Toeschouwers: 5.822 Scheidsrechter: Tiny Wharton (SCO) |

|                                                                                      |                                       |       |                                                                                     |                                                                                |
| 13 september Noords Kampioenschap 1968/71 № 332 «onderlinge duels» 13:15 uur (UTC+1) | Noorwegen                             | 2 – 4 | Zweden                                                                              | Ullevaalstadion, Oslo Toeschouwers: 12.388 Scheidsrechter: Kaj Rasmussen (DEN) |
| 13 september Noords Kampioenschap 1968/71 № 332 «onderlinge duels» 13:15 uur (UTC+1) | Olav Nilsen 9' Tor Fuglset 28' (pen.) |       | 26' Inge Danielsson 56' Dan Brzokoupil 60' Tommy Svensson 87' (pen.) Tommy Svensson | Ullevaalstadion, Oslo Toeschouwers: 12.388 Scheidsrechter: Kaj Rasmussen (DEN) |

|                                                                                      |            |                 |           |                                                                                            |
| 23 september Noords Kampioenschap 1968/71 № 333 «onderlinge duels» 19:00 uur (UTC+1) | Denemarken | 0 – 1           | Noorwegen | Københavns Idrætspark, Kopenhagen Toeschouwers: 27.300 Scheidsrechter: Einar Boström (SWE) |
| 23 september Noords Kampioenschap 1968/71 № 333 «onderlinge duels» 19:00 uur (UTC+1) |            | 56' Odd Iversen |           | Københavns Idrætspark, Kopenhagen Toeschouwers: 27.300 Scheidsrechter: Einar Boström (SWE) |

|                                                                           |                 |       |                                                        |                                                                                     |
| 7 oktober EK 1972 kwalificatie № 334 «onderlinge duels» 19:00 uur (UTC+1) | Noorwegen       | 1 – 3 | Hongarije                                              | Ullevaalstadion, Oslo Toeschouwers: 16.067 Scheidsrechter: Adrianus Boogaerts (NED) |
| 7 oktober EK 1972 kwalificatie № 334 «onderlinge duels» 19:00 uur (UTC+1) | Odd Iversen 50' |       | 5' Ferenc Bene 23' László Nagy 69' (e.d.) Geir Karlsen | Ullevaalstadion, Oslo Toeschouwers: 16.067 Scheidsrechter: Adrianus Boogaerts (NED) |

|                                                                             |                                                  |       |                 |                                                                                            |
| 11 november EK 1972 kwalificatie № 335 «onderlinge duels» 17:00 uur (UTC+1) | Frankrijk                                        | 3 – 1 | Noorwegen       | Stade de Gerland, Lyon Toeschouwers: 10.357 Scheidsrechter: António Saldanha Ribeiro (POR) |
| 11 november EK 1972 kwalificatie № 335 «onderlinge duels» 17:00 uur (UTC+1) | Louis Floch 30' Georges Lech 55' Michel Mézy 63' |       | 79' Olav Nilsen | Stade de Gerland, Lyon Toeschouwers: 10.357 Scheidsrechter: António Saldanha Ribeiro (POR) |

|                                                                             |                      |       |                 | |
| 15 november EK 1972 kwalificatie № 336 «onderlinge duels» 15:30 uur (UTC+2) | Bulgarije            | 1 – 1 | Noorwegen       | Vasil Levski Nationaal Stadion, Sofia Toeschouwers: 21.465 Scheidsrechter: Mihalis Kiriakidis (CYP) |
| 15 november EK 1972 kwalificatie № 336 «onderlinge duels» 15:30 uur (UTC+2) | Tsvetan Atanasov 29' |       | 83' Tor Fuglset | Vasil Levski Nationaal Stadion, Sofia Toeschouwers: 21.465 Scheidsrechter: Mihalis Kiriakidis (CYP) |

### 1971
|                                                                     |                                                      |       |                       |                                                                             |
| 26 mei Vriendschappelijk № 337 «onderlinge duels» 19:00 uur (UTC+1) | Noorwegen                                            | 3 – 1 | IJsland               | Brannstadion, Bergen Toeschouwers: 9.514 Scheidsrechter: Ove Dahlberg (SWE) |
| 26 mei Vriendschappelijk № 337 «onderlinge duels» 19:00 uur (UTC+1) | Arnfinn Espeseth 21' Jan Fuglset 27' Jan Fuglset 34' |       | 5' Hermann Gunnarsson | Brannstadion, Bergen Toeschouwers: 9.514 Scheidsrechter: Ove Dahlberg (SWE) |

|                                                                        |                 |       |                                                                              |                                                                           |
| 9 juni EK 1972 kwalificatie № 338 «onderlinge duels» 19:00 uur (UTC+1) | Noorwegen       | 1 – 4 | Bulgarije                                                                    | Ullevaalstadion, Oslo Toeschouwers: 22.041 Scheidsrechter: John Gow (WAL) |
| 9 juni EK 1972 kwalificatie № 338 «onderlinge duels» 19:00 uur (UTC+1) | Odd Iversen 79' |       | 26' Hristo Bonev 29' Petar Zhekov 37' Mladen Vasilev 42' (pen.) Hristo Bonev | Ullevaalstadion, Oslo Toeschouwers: 22.041 Scheidsrechter: John Gow (WAL) |

|                                                                      |                 |       | |                                                                              |
| 22 juni Vriendschappelijk № 339 «onderlinge duels» 19:00 uur (UTC+1) | Noorwegen       | 1 – 7 | West-Duitsland | Ullevaalstadion, Oslo Toeschouwers: 19.857 Scheidsrechter: Bertil Lööw (SWE) |
| 22 juni Vriendschappelijk № 339 «onderlinge duels» 19:00 uur (UTC+1) | Odd Iversen 88' |       | 12' Wolfgang Overath 30' Gerd Müller 35' Franz Beckenbauer 47' Gerd Müller 52' Gerd Müller 67' Siegfried Held 86' Günter Netzer | Ullevaalstadion, Oslo Toeschouwers: 19.857 Scheidsrechter: Bertil Lööw (SWE) |

|                                                                      |                                     |       |          |                                                                                             |
| 21 juli Vriendschappelijk № 340 «onderlinge duels» 19:00 uur (UTC+1) | Noorwegen                           | 2 – 1 | Engeland | Stavangerstadion, Stavanger Toeschouwers: 8.200 Scheidsrechter: Preben Christophersen (DEN) |
| 21 juli Vriendschappelijk № 340 «onderlinge duels» 19:00 uur (UTC+1) | Olav Nilsen 6' Ola Dybwad-Olsen 78' |       | ?        | Stavangerstadion, Stavanger Toeschouwers: 8.200 Scheidsrechter: Preben Christophersen (DEN) |

|                                                                                    |                                                               |       |           |                                                                                   |
| 8 augustus Noords Kampioenschap 1968/71 № 341 «onderlinge duels» 18:00 uur (UTC+1) | Zweden                                                        | 3 – 0 | Noorwegen | Malmö Stadion, Malmö Toeschouwers: 15.011 Scheidsrechter: Martti Hirviniemi (FIN) |
| 8 augustus Noords Kampioenschap 1968/71 № 341 «onderlinge duels» 18:00 uur (UTC+1) | Roland Sandberg 35' Sten Pålsson 44' Bosse Larsson 83' (pen.) |       |           | Malmö Stadion, Malmö Toeschouwers: 15.011 Scheidsrechter: Martti Hirviniemi (FIN) |

|                                                                                 |                    |       |                 |                                                                                    |
| 25 augustus Noords Kampioenschap 1968/71 № 342 «onderlinge duels» 19:00 (UTC+2) | Finland            | 1 – 1 | Noorwegen       | Olympisch Stadion, Helsinki Toeschouwers: 6.225 Scheidsrechter: Kaj Sørensen (DEN) |
| 25 augustus Noords Kampioenschap 1968/71 № 342 «onderlinge duels» 19:00 (UTC+2) | Heikki Suhonen 71' |       | 71' Jan Fuglset | Olympisch Stadion, Helsinki Toeschouwers: 6.225 Scheidsrechter: Kaj Sørensen (DEN) |

|                                                                             |                      |       |                                                            |                                                                                |
| 8 september EK 1972 kwalificatie № 343 «onderlinge duels» 19:00 uur (UTC+1) | Noorwegen            | 1 – 3 | Frankrijk                                                  | Ullevaalstadion, Oslo Toeschouwers: 16.544 Scheidsrechter: John Paterson (SCO) |
| 8 september EK 1972 kwalificatie № 343 «onderlinge duels» 19:00 uur (UTC+1) | Ola Dybwad-Olsen 80' |       | 33' Jacques Vergnes 34' Charly Loubet 49' Bernard Blanchet | Ullevaalstadion, Oslo Toeschouwers: 16.544 Scheidsrechter: John Paterson (SCO) |

|                                                                                      |                 |       |                                                                             |                                                                                |
| 26 september Noords Kampioenschap 1968/71 № 344 «onderlinge duels» 13:15 uur (UTC+1) | Noorwegen       | 1 – 4 | Denemarken                                                                  | Ullevaalstadion, Oslo Toeschouwers: 11.217 Scheidsrechter: Einar Boström (SWE) |
| 26 september Noords Kampioenschap 1968/71 № 344 «onderlinge duels» 13:15 uur (UTC+1) | Jan Fuglset 28' |       | 8' Iver Schriver 16' Kristen Nygaard 18' Iver Schriver 86' Jørgen Markussen | Ullevaalstadion, Oslo Toeschouwers: 11.217 Scheidsrechter: Einar Boström (SWE) |

|                                                                            |                                                                 |       |           |                                                                                |
| 27 oktober EK 1972 kwalificatie № 345 «onderlinge duels» 17:30 uur (UTC+1) | Hongarije                                                       | 4 – 0 | Noorwegen | Népstadion, Boedapest Toeschouwers: 29.253 Scheidsrechter: Doğan Babacan (TUR) |
| 27 oktober EK 1972 kwalificatie № 345 «onderlinge duels» 17:30 uur (UTC+1) | Ferenc Bene 22' Antal Dunai 24' Ferenc Bene 44' Lajos Szűcs 64' |       |           | Népstadion, Boedapest Toeschouwers: 29.253 Scheidsrechter: Doğan Babacan (TUR) |

### 1972
|                                                        |                         |       |                       |                                                                                      |
| 23 februari Vriendschappelijk № 346 «onderlinge duels» | Israël                  | 2 – 1 | Noorwegen             | Bloomfieldstadion, Tel Aviv Toeschouwers: 12.000 Scheidsrechter: Anton Bucheli (SUI) |
| 23 februari Vriendschappelijk № 346 «onderlinge duels» | Nur Bar 32' Nur Bar 73' |       | 29' Tor Egil Johansen | Bloomfieldstadion, Tel Aviv Toeschouwers: 12.000 Scheidsrechter: Anton Bucheli (SUI) |

|                                                                            |         |       |           |                                                                                            |
| 28 mei Noords Kampioenschap 1972/77 № 347 «onderlinge duels» 15:00 (UTC+2) | Finland | 0 – 0 | Noorwegen | Kupittaan Jalkapallostadion, Turku Toeschouwers: 4.828 Scheidsrechter: Curt Nystrand (SWE) |
| 28 mei Noords Kampioenschap 1972/77 № 347 «onderlinge duels» 15:00 (UTC+2) |         |       |           | Kupittaan Jalkapallostadion, Turku Toeschouwers: 4.828 Scheidsrechter: Curt Nystrand (SWE) |

|                                                                      |           |                       |         |                                                                               |
| 14 juni Vriendschappelijk № 348 «onderlinge duels» 19:00 uur (UTC+1) | Noorwegen | 0 – 1                 | Uruguay | Ullevaalstadion, Oslo Toeschouwers: 16.907 Scheidsrechter: Rolf Arnshed (SWE) |
| 14 juni Vriendschappelijk № 348 «onderlinge duels» 19:00 uur (UTC+1) |           | 87' Pierrino Lattuada |         | Ullevaalstadion, Oslo Toeschouwers: 16.907 Scheidsrechter: Rolf Arnshed (SWE) |

|                                                                            |                                                                       |       |                   |                                                                                        |
| 3 augustus WK 1974 kwalificatie № 349 «onderlinge duels» 18:30 uur (UTC+1) | Noorwegen                                                             | 4 – 1 | IJsland           | Stavangerstadion, Stavanger Toeschouwers: 11.000 Scheidsrechter: Wolfgang Riedel (DDR) |
| 3 augustus WK 1974 kwalificatie № 349 «onderlinge duels» 18:30 uur (UTC+1) | Jan Fuglset 55' (pen.) Tom Lund 57' Harry Hestad 83' Tor Johansen 87' |       | 90' Örn Óskarsson | Stavangerstadion, Stavanger Toeschouwers: 11.000 Scheidsrechter: Wolfgang Riedel (DDR) |

|                                                                                      |                        |       |                                                     |                                                                              |
| 17 september Noords Kampioenschap 1972/77 № 350 «onderlinge duels» 13:15 uur (UTC+1) | Noorwegen              | 1 – 3 | Zweden                                              | Ullevaalstadion, Oslo Toeschouwers: 11.694 Scheidsrechter: Kurt Ohlsen (DEN) |
| 17 september Noords Kampioenschap 1972/77 № 350 «onderlinge duels» 13:15 uur (UTC+1) | Jan Fuglset 59' (pen.) |       | 14' Ralf Edström 60' Ralf Edström 86' Bosse Larsson | Ullevaalstadion, Oslo Toeschouwers: 11.694 Scheidsrechter: Kurt Ohlsen (DEN) |

|                                                                           |           |                                    |        |                                                                              |
| 4 oktober WK 1974 kwalificatie № 351 «onderlinge duels» 19:00 uur (UTC+1) | Noorwegen | 0 – 2                              | België | Ullevaalstadion, Oslo Toeschouwers: 10.141 Scheidsrechter: Bill Mullan (SCO) |
| 4 oktober WK 1974 kwalificatie № 351 «onderlinge duels» 19:00 uur (UTC+1) |           | 58' Léon Dolmans 60' Raoul Lambert |        | Ullevaalstadion, Oslo Toeschouwers: 10.141 Scheidsrechter: Bill Mullan (SCO) |

|                                                                            | |       |           |                                                                                  |
| 1 november WK 1974 kwalificatie № 352 «onderlinge duels» 20:30 uur (UTC+1) | Nederland | 9 – 0 | Noorwegen | De Kuip, Rotterdam Toeschouwers: 49.417 Scheidsrechter: Stanisław Eksztajn (POL) |
| 1 november WK 1974 kwalificatie № 352 «onderlinge duels» 20:30 uur (UTC+1) | Johan Neeskens 31' Johan Neeskens 51' Johan Cruijff 55' Johan Neeskens 63' Theo de Jong 70' Willy Brokamp 76' Piet Keizer 80' (pen.) Johan Cruijff 82' Willy Brokamp 87' |       |           | De Kuip, Rotterdam Toeschouwers: 49.417 Scheidsrechter: Stanisław Eksztajn (POL) |

### 1973
|                                                                     |                        |       |                  |                                                                                    |
| 6 juni Vriendschappelijk № 353 «onderlinge duels» 19:00 uur (UTC+1) | Noorwegen              | 1 – 1 | Ierland          | Ullevaalstadion, Oslo Toeschouwers: 11.804 Scheidsrechter: Martti Hirviniemi (FIN) |
| 6 juni Vriendschappelijk № 353 «onderlinge duels» 19:00 uur (UTC+1) | Hans Edgar Paulsen 69' |       | 17' Miah Dennehy | Ullevaalstadion, Oslo Toeschouwers: 11.804 Scheidsrechter: Martti Hirviniemi (FIN) |

|                                                                                 |               |       |           |                                                                                           |
| 21 juni Noords Kampioenschap 1972/77 № 354 «onderlinge duels» 19:00 uur (UTC+1) | Denemarken    | 1 – 0 | Noorwegen | Københavns Idrætspark, Kopenhagen Toeschouwers: 21.317 Scheidsrechter: Rolf Arnshed (SWE) |
| 21 juni Noords Kampioenschap 1972/77 № 354 «onderlinge duels» 19:00 uur (UTC+1) | Peter Dahl 9' |       |           | Københavns Idrætspark, Kopenhagen Toeschouwers: 21.317 Scheidsrechter: Rolf Arnshed (SWE) |

|                                                                      |                                                               |       |             |                                                                            |
| 25 juli Vriendschappelijk № 355 «onderlinge duels» 19:00 uur (UTC+1) | Noorwegen                                                     | 3 – 0 | Noord-Korea | Brannstadion, Bergen Toeschouwers: 7.684 Scheidsrechter: Kurt Ohlsen (DEN) |
| 25 juli Vriendschappelijk № 355 «onderlinge duels» 19:00 uur (UTC+1) | Johannes Vold 14' Tor Egil Johansen 47' Svein Kvia 48' (pen.) |       |             | Brannstadion, Bergen Toeschouwers: 7.684 Scheidsrechter: Kurt Ohlsen (DEN) |

|                                                                          |         |                                                                      |           |                                                                                    |
| 2 augustus WK 1974 kwalificatie № 356 «onderlinge duels» 20:00 uur (UTC) | IJsland | 0 – 4                                                                | Noorwegen | Laugardalsvöllur, Reykjavik Toeschouwers: 4.283 Scheidsrechter: Ove Dahlberg (SWE) |
| 2 augustus WK 1974 kwalificatie № 356 «onderlinge duels» 20:00 uur (UTC) |         | 40' Harald Sunde 55' Tor Johansen 80' Per Pettersen 87' Tor Johansen |           | Laugardalsvöllur, Reykjavik Toeschouwers: 4.283 Scheidsrechter: Ove Dahlberg (SWE) |

|                                                                              |                  |       |                                     |                                                                                 |
| 12 september WK 1974 kwalificatie № 357 «onderlinge duels» 19:00 uur (UTC+1) | Noorwegen        | 1 – 2 | Nederland                           | Ullevaalstadion, Oslo Toeschouwers: 19.241 Scheidsrechter: Malcolm Wright (NIR) |
| 12 september WK 1974 kwalificatie № 357 «onderlinge duels» 19:00 uur (UTC+1) | Harry Hestad 77' |       | 7' Johan Cruijff 87' Barry Hulshoff | Ullevaalstadion, Oslo Toeschouwers: 19.241 Scheidsrechter: Malcolm Wright (NIR) |

|                                                                                      |            |                       |           |                                                                                       |
| 23 september Noords Kampioenschap 1972/77 № 358 «onderlinge duels» 13:00 uur (UTC+1) | Denemarken | 0 – 1                 | Noorwegen | Lerkendalstadion, Trondheim Toeschouwers: 15.100 Scheidsrechter: Georg Krutelew (FIN) |
| 23 september Noords Kampioenschap 1972/77 № 358 «onderlinge duels» 13:00 uur (UTC+1) |            | 32' Hans Ewald Hansen |           | Lerkendalstadion, Trondheim Toeschouwers: 15.100 Scheidsrechter: Georg Krutelew (FIN) |

|                                                                            |                                                  |       |           |                                                                                       |
| 31 oktober WK 1974 kwalificatie № 359 «onderlinge duels» 20:00 uur (UTC+1) | België                                           | 2 – 0 | Noorwegen | Stade Emile Versé, Anderlecht Toeschouwers: 14.303 Scheidsrechter: Michal Jursa (TCH) |
| 31 oktober WK 1974 kwalificatie № 359 «onderlinge duels» 20:00 uur (UTC+1) | Léon Dolmans 32' (pen.) Raoul Lambert 85' (pen.) |       |           | Stade Emile Versé, Anderlecht Toeschouwers: 14.303 Scheidsrechter: Michal Jursa (TCH) |

|                                                                         |                                           |       |                  |                                                                                    |
| 3 november Vriendschappelijk № 360 «onderlinge duels» 18:00 uur (UTC+1) | Luxemburg                                 | 2 – 1 | Noorwegen        | Stade Municipal, Luxemburg Toeschouwers: 1.500 Scheidsrechter: Jean Bancourt (FRA) |
| 3 november Vriendschappelijk № 360 «onderlinge duels» 18:00 uur (UTC+1) | Vinicio Monacelli 11' Pierrot Langers 81' |       | 14' Harald Sunde | Stade Municipal, Luxemburg Toeschouwers: 1.500 Scheidsrechter: Jean Bancourt (FRA) |

### 1974
|                                                                     |                       |       |           |                                                                              |
| 23 mei Vriendschappelijk № 361 «onderlinge duels» 19:30 uur (UTC+1) | DDR                   | 1 – 0 | Noorwegen | Ostseestadion, Rostock Toeschouwers: 15.333 Scheidsrechter: Jan Keizer (NED) |
| 23 mei Vriendschappelijk № 361 «onderlinge duels» 19:30 uur (UTC+1) | Jürgen Sparwasser 77' |       |           | Ostseestadion, Rostock Toeschouwers: 15.333 Scheidsrechter: Jan Keizer (NED) |

|                                                                     |              |       |                                   |                                                                                |
| 6 juni Vriendschappelijk № 362 «onderlinge duels» 19:00 uur (UTC+1) | Noorwegen    | 1 – 2 | Schotland                         | Ullevaalstadion, Oslo Toeschouwers: 18.432 Scheidsrechter: Arne Axelsson (SCO) |
| 6 juni Vriendschappelijk № 362 «onderlinge duels» 19:00 uur (UTC+1) | Tom Lund 19' |       | 74' Joe Jordan 86' Kenny Dalglish | Ullevaalstadion, Oslo Toeschouwers: 18.432 Scheidsrechter: Arne Axelsson (SCO) |

|                                                                                    |                      |       |                                     |                                                                                   |
| 8 augustus Noords Kampioenschap 1972/77 № 363 «onderlinge duels» 19:00 uur (UTC+1) | Zweden               | 2 – 1 | Noorwegen                           | Ullevi, Göteborg Toeschouwers: 21.953 Scheidsrechter: Edgar Helmut Pedersen (DEN) |
| 8 augustus Noords Kampioenschap 1972/77 № 363 «onderlinge duels» 19:00 uur (UTC+1) | Eine Fredriksson 53' |       | 37' Harry Hestad 67' Staffan Tapper | Ullevi, Göteborg Toeschouwers: 21.953 Scheidsrechter: Edgar Helmut Pedersen (DEN) |

|                                                                                 |                  |       |                                          |                                                                                   |
| 15 augustus Noords Kampioenschap 1972/77 № 364 «onderlinge duels» 19:00 (UTC+1) | Noorwegen        | 1 – 2 | Finland                                  | Ullevaalstadion, Oslo Toeschouwers: 11.000 Scheidsrechter: Erik Fredriksson (SWE) |
| 15 augustus Noords Kampioenschap 1972/77 № 364 «onderlinge duels» 19:00 (UTC+1) | Tor Johansen 73' |       | 31' Aki Heiskainen 37' Matti Paatelainen | Ullevaalstadion, Oslo Toeschouwers: 11.000 Scheidsrechter: Erik Fredriksson (SWE) |

|                                                                             |                           |       |                 |                                                                               |
| 4 september EK 1976 kwalificatie № 365 «onderlinge duels» 19:00 uur (UTC+1) | Noorwegen                 | 2 – 1 | Noord-Ierland   | Ullevaalstadion, Oslo Toeschouwers: 6.585 Scheidsrechter: Fred Delcourt (BEL) |
| 4 september EK 1976 kwalificatie № 365 «onderlinge duels» 19:00 uur (UTC+1) | Tom Lund 50' Tom Lund 72' |       | 3' Tommy Finney | Ullevaalstadion, Oslo Toeschouwers: 6.585 Scheidsrechter: Fred Delcourt (BEL) |

|                                                                            |                                                               |       |              |                                                                                     |
| 30 oktober EK 1976 kwalificatie № 366 «onderlinge duels» 17:30 uur (UTC+1) | Joegoslavië                                                   | 3 – 1 | Noorwegen    | JNA Stadion, Belgrado Toeschouwers: 9.910 Scheidsrechter: Antoine Queudeville (LUX) |
| 30 oktober EK 1976 kwalificatie № 366 «onderlinge duels» 17:30 uur (UTC+1) | Momčilo Vukotić 43' Josip Katalinski 58' Josip Katalinski 72' |       | 36' Tom Lund | JNA Stadion, Belgrado Toeschouwers: 9.910 Scheidsrechter: Antoine Queudeville (LUX) |

### 1975
| |                                                         |       |                                                                                 |                                                                                         |
| 15 mei Noords Kampioenschap 1972/77 / Olympisch kwalificatietoernooi voetbal 1976 № 367 «onderlinge duels» 18:30 (UTC+2) | Finland                                                 | 3 – 5 | Noorwegen                                                                       | Olympisch Stadion, Helsinki Toeschouwers: 12.031 Scheidsrechter: Erik Fredriksson (SWE) |
| 15 mei Noords Kampioenschap 1972/77 / Olympisch kwalificatietoernooi voetbal 1976 № 367 «onderlinge duels» 18:30 (UTC+2) | Miikka Toivola 3' Aki Heiskainen 65' Miikka Toivola 67' |       | 14' Svein Kvia 48' Helge Skuseth 79' Tom Lund 81' Stein Thunberg 83' Svein Kvia | Olympisch Stadion, Helsinki Toeschouwers: 12.031 Scheidsrechter: Erik Fredriksson (SWE) |

|                                                                        |                    |       |                                                          |                                                                                        |
| 9 juni EK 1976 kwalificatie № 368 «onderlinge duels» 19:00 uur (UTC+1) | Noorwegen          | 1 – 3 | Joegoslavië                                              | Ullevaalstadion, Oslo Toeschouwers: 21.708 Scheidsrechter: Edgar Helmut Pedersen (DEN) |
| 9 juni EK 1976 kwalificatie № 368 «onderlinge duels» 19:00 uur (UTC+1) | Stein Thunberg 65' |       | 12' Ivan Buljan 13' Vladislav Bogićević 25' Ivica Šurjak | Ullevaalstadion, Oslo Toeschouwers: 21.708 Scheidsrechter: Edgar Helmut Pedersen (DEN) |

|                                                                                            |                            |       |                    |                                                                                     |
| 18 juni Olympisch kwalificatietoernooi voetbal 1976 № 369 «onderlinge duels» 19:00 (UTC+1) | Noorwegen                  | 1 – 1 | Finland            | Stavangerstadion, Stavanger Toeschouwers: 12.387 Scheidsrechter: Bent Nielsen (DEN) |
| 18 juni Olympisch kwalificatietoernooi voetbal 1976 № 369 «onderlinge duels» 19:00 (UTC+1) | Gabriel Høyland 79' (pen.) |       | 61' Jarmo Manninen | Stavangerstadion, Stavanger Toeschouwers: 12.387 Scheidsrechter: Bent Nielsen (DEN) |

|                                                                         |                                                            |       |                     |                                                                               |
| 30 juni EK 1976 kwalificatie № 370 «onderlinge duels» 18:00 uur (UTC+1) | Zweden                                                     | 3 – 1 | Noorwegen           | Råsundastadion, Solna Toeschouwers: 9.580 Scheidsrechter: Rudi Glöckner (DDR) |
| 30 juni EK 1976 kwalificatie № 370 «onderlinge duels» 18:00 uur (UTC+1) | Thomas Nordahl 33' Thomas Nordahl 56' Ove Grahn 65' (pen.) |       | 54' Erik Just-Olsen | Råsundastadion, Solna Toeschouwers: 9.580 Scheidsrechter: Rudi Glöckner (DDR) |

|                                                                                             |                    |       |                     |                                                                                     |
| 7 juli Olympisch kwalificatietoernooi voetbal 1976 № 371 «onderlinge duels» 20:00 uur (UTC) | IJsland            | 1 – 1 | Noorwegen           | Laugardalsvöllur, Reykjavik Toeschouwers: 10.971 Scheidsrechter: Ulf Eriksson (SWE) |
| 7 juli Olympisch kwalificatietoernooi voetbal 1976 № 371 «onderlinge duels» 20:00 uur (UTC) | Árni Sveinsson 17' |       | 21' Gabriel Høyland | Laugardalsvöllur, Reykjavik Toeschouwers: 10.971 Scheidsrechter: Ulf Eriksson (SWE) |

|                                                                                                |                                                             |       |                                              |                                                                                |
| 17 juli Olympisch kwalificatietoernooi voetbal 1976 № 372 «onderlinge duels» 19:00 uur (UTC+1) | Noorwegen                                                   | 3 – 2 | IJsland                                      | Brannstadion, Bergen Toeschouwers: 14.120 Scheidsrechter: Edgar Pedersen (DEN) |
| 17 juli Olympisch kwalificatietoernooi voetbal 1976 № 372 «onderlinge duels» 19:00 uur (UTC+1) | Sigbjørn Slinning 15' Gabriel Høyland 55' Helge Skuseth 63' |       | 12' Teitur Þórðarson 88' Jóhannes Eðvaldsson | Brannstadion, Bergen Toeschouwers: 14.120 Scheidsrechter: Edgar Pedersen (DEN) |

|                                                                             |           |                                        |        |                                                                                  |
| 13 augustus EK 1976 kwalificatie № 373 «onderlinge duels» 19:00 uur (UTC+1) | Noorwegen | 0 – 2                                  | Zweden | Ullevaalstadion, Oslo Toeschouwers: 18.011 Scheidsrechter: Anders Mattsson (FIN) |
| 13 augustus EK 1976 kwalificatie № 373 «onderlinge duels» 19:00 uur (UTC+1) |           | 29' Roland Sandberg 53' Thomas Sjöberg |        | Ullevaalstadion, Oslo Toeschouwers: 18.011 Scheidsrechter: Anders Mattsson (FIN) |

| |                   |       |             |                                                                                 |
| 28 augustus Olympisch kwalificatietoernooi voetbal 1976 № 374 «onderlinge duels» 19:00 uur (UTC+1) | Noorwegen         | 1 – 3 | Sovjet-Unie | Ullevaalstadion, Oslo Toeschouwers: 15.790 Scheidsrechter: Georg Krutelew (FIN) |
| 28 augustus Olympisch kwalificatietoernooi voetbal 1976 № 374 «onderlinge duels» 19:00 uur (UTC+1) | Helge Skuseth 14' |       | ?           | Ullevaalstadion, Oslo Toeschouwers: 15.790 Scheidsrechter: Georg Krutelew (FIN) |

| |             |       |           |                                                                                       |
| 24 september Olympisch kwalificatietoernooi voetbal 1976 № 375 «onderlinge duels» 19:30 uur (UTC+3) | Sovjet-Unie | 4 – 0 | Noorwegen | Centraal Leninstadion, Moskou Toeschouwers: 9.137 Scheidsrechter: Marian Kustoń (POL) |
| 24 september Olympisch kwalificatietoernooi voetbal 1976 № 375 «onderlinge duels» 19:30 uur (UTC+3) | ?           |       |           | Centraal Leninstadion, Moskou Toeschouwers: 9.137 Scheidsrechter: Marian Kustoń (POL) |

|                                                                          |                                                     |       |           |                                                                                    |
| 29 oktober EK 1976 kwalificatie № 376 «onderlinge duels» 14:30 uur (UTC) | Noord-Ierland                                       | 3 – 0 | Noorwegen | Windsor Park, Belfast Toeschouwers: 8.923 Scheidsrechter: Guðjón Finnbogason (ISL) |
| 29 oktober EK 1976 kwalificatie № 376 «onderlinge duels» 14:30 uur (UTC) | Sammy Morgan 2' Sammy McIlroy 5' Bryan Hamilton 57' |       |           | Windsor Park, Belfast Toeschouwers: 8.923 Scheidsrechter: Guðjón Finnbogason (ISL) |

### 1976
|                                                                       |                                                         |       |           |                                                                                 |
| 24 maart Vriendschappelijk № 377 «onderlinge duels» 20:00 uur (UTC+1) | Ierland                                                 | 3 – 0 | Noorwegen | Dalymount Park, Dublin Toeschouwers: 20.000 Scheidsrechter: Pat Partridge (ENG) |
| 24 maart Vriendschappelijk № 377 «onderlinge duels» 20:00 uur (UTC+1) | Liam Brady 25' Jimmy Holmes 36' (pen.) Mickey Walsh 61' |       |           | Dalymount Park, Dublin Toeschouwers: 20.000 Scheidsrechter: Pat Partridge (ENG) |

|                                                                     |           |                         |         |                                                                              |
| 19 mei Vriendschappelijk № 378 «onderlinge duels» 19:00 uur (UTC+1) | Noorwegen | 0 – 1                   | IJsland | Ullevaalstadion, Oslo Toeschouwers: 9.557 Scheidsrechter: Klaus Ohmsen (BRD) |
| 19 mei Vriendschappelijk № 378 «onderlinge duels» 19:00 uur (UTC+1) |           | 55' Ásgeir Sigurvinsson |         | Ullevaalstadion, Oslo Toeschouwers: 9.557 Scheidsrechter: Klaus Ohmsen (BRD) |

|                                                                         |                                        |       |           |                                                                                 |
| 16 juni WK 1978 kwalificatie № 379 «onderlinge duels» 19:00 uur (UTC+1) | Zweden                                 | 2 – 0 | Noorwegen | Råsundastadion, Solna Toeschouwers: 30.601 Scheidsrechter: Charles Corver (NED) |
| 16 juni WK 1978 kwalificatie № 379 «onderlinge duels» 19:00 uur (UTC+1) | Björn Andersson 27' Thomas Sjöberg 41' |       |           | Råsundastadion, Solna Toeschouwers: 30.601 Scheidsrechter: Charles Corver (NED) |

|                                                                                 |           |       |            |                                                                              |
| 24 juni Noords Kampioenschap 1972/77 № 380 «onderlinge duels» 19:00 uur (UTC+1) | Noorwegen | 0 – 0 | Denemarken | Brannstadion, Bergen Toeschouwers: 10.120 Scheidsrechter: Ulf Eriksson (SWE) |
| 24 juni Noords Kampioenschap 1972/77 № 380 «onderlinge duels» 19:00 uur (UTC+1) |           |       |            | Brannstadion, Bergen Toeschouwers: 10.120 Scheidsrechter: Ulf Eriksson (SWE) |

|                                                                   |                                                        |       |           |                                                                            |
| 25 augustus Noords Kampioenschap 1972/77 № 381 «onderlinge duels» | Denemarken                                             | 3 – 0 | Noorwegen | Vejlestadion, Vejle Toeschouwers: 9.300 Scheidsrechter: Mauri Laakso (FIN) |
| 25 augustus Noords Kampioenschap 1972/77 № 381 «onderlinge duels» | Per Røntved 6' (pen.) Kurt Hansen 37' Heino Hansen 85' |       |           | Vejlestadion, Vejle Toeschouwers: 9.300 Scheidsrechter: Mauri Laakso (FIN) |

|                                                                             |              |       |             |                                                                               |
| 8 september WK 1978 kwalificatie № 382 «onderlinge duels» 19:00 uur (UTC+1) | Noorwegen    | 1 – 0 | Zwitserland | Ullevaalstadion, Oslo Toeschouwers: 15.024 Scheidsrechter: Francis Rion (BEL) |
| 8 september WK 1978 kwalificatie № 382 «onderlinge duels» 19:00 uur (UTC+1) | Tom Lund 75' |       |             | Ullevaalstadion, Oslo Toeschouwers: 15.024 Scheidsrechter: Francis Rion (BEL) |

|                                                                                      |                                                       |       |                                          |                                                                                  |
| 22 september Noords Kampioenschap 1972/77 № 383 «onderlinge duels» 19:00 uur (UTC+1) | Noorwegen                                             | 3 – 2 | Zweden                                   | Ullevaalstadion, Oslo Toeschouwers: 23.000 Scheidsrechter: Gunnar Hellgren (FIN) |
| 22 september Noords Kampioenschap 1972/77 № 383 «onderlinge duels» 19:00 uur (UTC+1) | Stein Thunberg 4' Stein Thunberg 17' Pål Jacobsen 87' |       | 53' Conny Torstensson 82' Thomas Sjöberg | Ullevaalstadion, Oslo Toeschouwers: 23.000 Scheidsrechter: Gunnar Hellgren (FIN) |

### 1977
|                                                                                |                      |       |           |                                                                              |
| 26 mei Noords Kampioenschap 1972/77 № 384 «onderlinge duels» 19:00 uur (UTC+1) | Zweden               | 1 – 0 | Noorwegen | Ullevi, Göteborg Toeschouwers: 12.836 Scheidsrechter: Tapani Sahlström (FIN) |
| 26 mei Noords Kampioenschap 1972/77 № 384 «onderlinge duels» 19:00 uur (UTC+1) | Anders Linderoth 66' |       |           | Ullevi, Göteborg Toeschouwers: 12.836 Scheidsrechter: Tapani Sahlström (FIN) |

| |           |                                    |            |                                                                              |
| 1 juni Vriendschappelijk Toernooi 75-jarig jubileum Noorse Voetbalbond № 385 «onderlinge duels» 19:00 uur (UTC+1) | Noorwegen | 0 – 2                              | Denemarken | Ullevaalstadion, Oslo Toeschouwers: 8.742 Scheidsrechter: Ulf Eriksson (SWE) |
| 1 juni Vriendschappelijk Toernooi 75-jarig jubileum Noorse Voetbalbond № 385 «onderlinge duels» 19:00 uur (UTC+1) |           | 12' Flemming Lund 48' Jan Sørensen |            | Ullevaalstadion, Oslo Toeschouwers: 8.742 Scheidsrechter: Ulf Eriksson (SWE) |

|                                                                    |                                          |       |                 |                                                                                  |
| 30 juni Vriendschappelijk № 386 «onderlinge duels» 18:00 uur (UTC) | IJsland                                  | 2 – 1 | Noorwegen       | Laugardalsvöllur, Reykjavik Toeschouwers: 8.626 Scheidsrechter: David Syme (SCO) |
| 30 juni Vriendschappelijk № 386 «onderlinge duels» 18:00 uur (UTC) | Ingi Albertsson 33' Teitur Þórðarson 36' |       | 78' Odd Iversen | Laugardalsvöllur, Reykjavik Toeschouwers: 8.626 Scheidsrechter: David Syme (SCO) |

|                                                                                 |                 |       |                       |                                                                              |
| 18 augustus Noords Kampioenschap 1972/77 № 387 «onderlinge duels» 19:00 (UTC+1) | Noorwegen       | 1 – 1 | Finland               | Ullevaalstadion, Oslo Toeschouwers: 10.263 Scheidsrechter: Poul Jensen (DEN) |
| 18 augustus Noords Kampioenschap 1972/77 № 387 «onderlinge duels» 19:00 (UTC+1) | Odd Iversen 15' |       | 86' Matti Paatelainen | Ullevaalstadion, Oslo Toeschouwers: 10.263 Scheidsrechter: Poul Jensen (DEN) |

|                                                                             |                                  |       |                    |                                                                               |
| 7 september WK 1978 kwalificatie № 388 «onderlinge duels» 19:00 uur (UTC+1) | Noorwegen                        | 2 – 1 | Zweden             | Ullevaalstadion, Oslo Toeschouwers: 23.065 Scheidsrechter: Adolf Prokop (DDR) |
| 7 september WK 1978 kwalificatie № 388 «onderlinge duels» 19:00 uur (UTC+1) | Rune Ottesen 34' Odd Iversen 68' |       | 57' Thomas Sjöberg | Ullevaalstadion, Oslo Toeschouwers: 23.065 Scheidsrechter: Adolf Prokop (DDR) |

|                                                                            |                    |       |           |                                                                            |
| 30 oktober WK 1978 kwalificatie № 389 «onderlinge duels» 14:30 uur (UTC+1) | Zwitserland        | 1 – 0 | Noorwegen | Wankdorf, Bern Toeschouwers: 11.000 Scheidsrechter: Valentin Lipatov (URS) |
| 30 oktober WK 1978 kwalificatie № 389 «onderlinge duels» 14:30 uur (UTC+1) | Claudio Sulser 29' |       |           | Wankdorf, Bern Toeschouwers: 11.000 Scheidsrechter: Valentin Lipatov (URS) |

### 1978
|                                                                       |                              |       |           |                                                                               |
| 29 maart Vriendschappelijk № 390 «onderlinge duels» 20:00 uur (UTC+1) | Spanje                       | 3 – 0 | Noorwegen | El Molinón, Gijón Toeschouwers: 25.000 Scheidsrechter: Vojtech Christov (TCH) |
| 29 maart Vriendschappelijk № 390 «onderlinge duels» 20:00 uur (UTC+1) | Quini 6' Villar 22' Dani 60' |       |           | El Molinón, Gijón Toeschouwers: 25.000 Scheidsrechter: Vojtech Christov (TCH) |

|                                                                     |           |       |         |                                                                                   |
| 21 mei Vriendschappelijk № 391 «onderlinge duels» 18:30 uur (UTC+1) | Noorwegen | 0 – 0 | Ierland | Ullevaalstadion, Oslo Toeschouwers: 11.413 Scheidsrechter: Erik Fredriksson (SWE) |
| 21 mei Vriendschappelijk № 391 «onderlinge duels» 18:30 uur (UTC+1) |           |       |         | Ullevaalstadion, Oslo Toeschouwers: 11.413 Scheidsrechter: Erik Fredriksson (SWE) |

|                                                                                |                      |       |                                     |                                                                              |
| 31 mei Noords Kampioenschap 1978/80 № 392 «onderlinge duels» 19:00 uur (UTC+1) | Noorwegen            | 1 – 2 | Denemarken                          | Ullevaalstadion, Oslo Toeschouwers: 9.429 Scheidsrechter: Mauri Laakso (FIN) |
| 31 mei Noords Kampioenschap 1978/80 № 392 «onderlinge duels» 19:00 uur (UTC+1) | Hallvar Thoresen 25' |       | 41' Frank Arnesen 63' Preben Elkjær | Ullevaalstadion, Oslo Toeschouwers: 9.429 Scheidsrechter: Mauri Laakso (FIN) |

|                                                                                |                 |       |                  |                                                                                     |
| 9 augustus Noords Kampioenschap 1978/80 № 393 «onderlinge duels» 19:00 (UTC+2) | Finland         | 1 – 1 | Noorwegen        | Olympisch Stadion, Helsinki Toeschouwers: 7.481 Scheidsrechter: Marian Kustoń (POL) |
| 9 augustus Noords Kampioenschap 1978/80 № 393 «onderlinge duels» 19:00 (UTC+2) | Atik Ismail 79' |       | 61' Tor Johansen | Olympisch Stadion, Helsinki Toeschouwers: 7.481 Scheidsrechter: Marian Kustoń (POL) |

|                                                                             |           |                                  |            |                                                                                |
| 30 augustus EK 1980 kwalificatie № 394 «onderlinge duels» 19:00 uur (UTC+1) | Noorwegen | 0 – 2                            | Oostenrijk | Ullevaalstadion, Oslo Toeschouwers: 13.075 Scheidsrechter: Pat Partridge (ENG) |
| 30 augustus EK 1980 kwalificatie № 394 «onderlinge duels» 19:00 uur (UTC+1) |           | 25' Bruno Pezzey 43' Hans Krankl |            | Ullevaalstadion, Oslo Toeschouwers: 13.075 Scheidsrechter: Pat Partridge (ENG) |

|                                                                              |                  |       |                       |                                                                               |
| 20 september EK 1980 kwalificatie № 395 «onderlinge duels» 20:00 uur (UTC+2) | België           | 1 – 1 | Noorwegen             | Daknamstadion, Lokeren Toeschouwers: 5.272 Scheidsrechter: Marijan Rauš (YUG) |
| 20 september EK 1980 kwalificatie № 395 «onderlinge duels» 20:00 uur (UTC+2) | Julien Cools 65' |       | 7' Arne Larsen Økland | Daknamstadion, Lokeren Toeschouwers: 5.272 Scheidsrechter: Marijan Rauš (YUG) |

|                                                                            |                                                                 |       |                                     |                                                                                   |
| 25 oktober EK 1980 kwalificatie № 396 «onderlinge duels» 20:00 uur (UTC+1) | Schotland                                                       | 3 – 2 | Noorwegen                           | Hampden Park, Glasgow Toeschouwers: 65.372 Scheidsrechter: Vojtech Christov (TCH) |
| 25 oktober EK 1980 kwalificatie № 396 «onderlinge duels» 20:00 uur (UTC+1) | Kenny Dalglish 29' Kenny Dalglish 82' Archie Gemmill 87' (pen.) |       | 3' Einar Aas 65' Arne Larsen Økland | Hampden Park, Glasgow Toeschouwers: 65.372 Scheidsrechter: Vojtech Christov (TCH) |

### 1979
|                                                                       |           |                |          |                                                                                    |
| 9 mei EK 1980 kwalificatie № 397 «onderlinge duels» 19:00 uur (UTC+1) | Noorwegen | 0 – 1          | Portugal | Ullevaalstadion, Oslo Toeschouwers: 9.875 Scheidsrechter: Siegfried Kirschen (DDR) |
| 9 mei EK 1980 kwalificatie № 397 «onderlinge duels» 19:00 uur (UTC+1) |           | 37' João Alves |          | Ullevaalstadion, Oslo Toeschouwers: 9.875 Scheidsrechter: Siegfried Kirschen (DDR) |

|                                                                             |         |       |           |                                                                      |
| 16 mei Olympisch kwalificatietoernooi voetbal 1980 № 398 «onderlinge duels» | Ierland | 0 – 0 | Noorwegen | Tolka Park, Dublin Toeschouwers: 81 Scheidsrechter: Jan Keizer (NED) |
| 16 mei Olympisch kwalificatietoernooi voetbal 1980 № 398 «onderlinge duels» |         |       |           | Tolka Park, Dublin Toeschouwers: 81 Scheidsrechter: Jan Keizer (NED) |

|                                                                                               |                                                |       |         |                                                                              |
| 31 mei Olympisch kwalificatietoernooi voetbal 1980 № 399 «onderlinge duels» 19:00 uur (UTC+1) | Noorwegen                                      | 2 – 1 | Ierland | Brannstadion, Bergen Toeschouwers: 7.334 Scheidsrechter: Alojzy Jarguz (POL) |
| 31 mei Olympisch kwalificatietoernooi voetbal 1980 № 399 «onderlinge duels» 19:00 uur (UTC+1) | Georg Hammer 71' Arne Larsen Økland 84' (pen.) |       | ?       | Brannstadion, Bergen Toeschouwers: 7.334 Scheidsrechter: Alojzy Jarguz (POL) |

|                                                                        |           |                                                                         |           |                                                                             |
| 7 juni EK 1980 kwalificatie № 400 «onderlinge duels» 19:00 uur (UTC+1) | Noorwegen | 0 – 4                                                                   | Schotland | Ullevaalstadion, Oslo Toeschouwers: 17.269 Scheidsrechter: Ib Nielsen (DEN) |
| 7 juni EK 1980 kwalificatie № 400 «onderlinge duels» 19:00 uur (UTC+1) |           | 32' Joe Jordan 39' Kenny Dalglish 43' John Robertson 55' Gordon McQueen |           | Ullevaalstadion, Oslo Toeschouwers: 17.269 Scheidsrechter: Ib Nielsen (DEN) |

|                                                                                 |                                           |       |           |                                                                          |
| 28 juni Noords Kampioenschap 1978/80 № 401 «onderlinge duels» 19:00 uur (UTC+1) | Zweden                                    | 2 – 0 | Noorwegen | Ullevi, Göteborg Toeschouwers: 16.495 Scheidsrechter: Henk Weerink (NED) |
| 28 juni Noords Kampioenschap 1978/80 № 401 «onderlinge duels» 19:00 uur (UTC+1) | Arne Larsen Økland 60' Svein Mathisen 85' |       |           | Ullevi, Göteborg Toeschouwers: 16.495 Scheidsrechter: Henk Weerink (NED) |

|                                                                                               |         |                    |           |                                                                                       |
| 9 augustus Olympisch kwalificatietoernooi voetbal 1980 № 402 «onderlinge duels» 18:30 (UTC+2) | Finland | 0 – 1              | Noorwegen | Väinölänniemen stadion, Kuopio Toeschouwers: 6.129 Scheidsrechter: Ole Amundsen (DEN) |
| 9 augustus Olympisch kwalificatietoernooi voetbal 1980 № 402 «onderlinge duels» 18:30 (UTC+2) |         | 80' Vidar Davidsen |           | Väinölänniemen stadion, Kuopio Toeschouwers: 6.129 Scheidsrechter: Ole Amundsen (DEN) |

|                                                                                     |                                           |       |        |                                                                               |
| 15 augustus Noords Kampioenschap 1978/80 № 403 «onderlinge duels» 19:00 uur (UTC+1) | Noorwegen                                 | 2 – 0 | Zweden | Ullevaalstadion, Oslo Toeschouwers: 16.495 Scheidsrechter: Henk Weerink (NED) |
| 15 augustus Noords Kampioenschap 1978/80 № 403 «onderlinge duels» 19:00 uur (UTC+1) | Arne Larsen Økland 60' Svein Mathisen 85' |       |        | Ullevaalstadion, Oslo Toeschouwers: 16.495 Scheidsrechter: Henk Weerink (NED) |

|                                                                             |                                                                             |       |           |                                                                                |
| 29 augustus EK 1980 kwalificatie № 404 «onderlinge duels» 19:00 uur (UTC+1) | Oostenrijk                                                                  | 4 – 0 | Noorwegen | Praterstadion, Wenen Toeschouwers: 30.991 Scheidsrechter: Jaromír Fausek (TCH) |
| 29 augustus EK 1980 kwalificatie № 404 «onderlinge duels» 19:00 uur (UTC+1) | Kurt Jara 42' Herbert Prohaska 46' (pen.) Wilhelm Kreuz 76' Hans Krankl 86' |       |           | Praterstadion, Wenen Toeschouwers: 30.991 Scheidsrechter: Jaromír Fausek (TCH) |

|                                                                              |                 |       |                                             |                                                                                |
| 12 september EK 1980 kwalificatie № 405 «onderlinge duels» 19:00 uur (UTC+1) | Noorwegen       | 1 – 2 | België                                      | Ullevaalstadion, Oslo Toeschouwers: 11.255 Scheidsrechter: Alojzy Jarguz (POL) |
| 12 september EK 1980 kwalificatie № 405 «onderlinge duels» 19:00 uur (UTC+1) | Pål Jacobsen 7' |       | 31' Jean Janssens 65' François Van der Elst | Ullevaalstadion, Oslo Toeschouwers: 11.255 Scheidsrechter: Alojzy Jarguz (POL) |

| |                               |       |                |                                                                                  |
| 26 september Olympisch kwalificatietoernooi voetbal 1980 № 406 «onderlinge duels» 19:00 uur (UTC+1) | Noorwegen                     | 2 – 0 | West-Duitsland | Lerkendalstadion, Trondheim Toeschouwers: 11.781 Scheidsrechter: Ian Foote (SCO) |
| 26 september Olympisch kwalificatietoernooi voetbal 1980 № 406 «onderlinge duels» 19:00 uur (UTC+1) | Einar Aas 5' Georg Hammer 27' |       |                | Lerkendalstadion, Trondheim Toeschouwers: 11.781 Scheidsrechter: Ian Foote (SCO) |

|                                                                                               |                       |       |                     |                                                                                        |
| 26 oktober Olympisch kwalificatietoernooi voetbal 1980 № 407 «onderlinge duels» 19:00 (UTC+1) | Noorwegen             | 1 – 1 | Finland             | Stavangerstadion, Stavanger Toeschouwers: 9.400 Scheidsrechter: Erik Fredriksson (SWE) |
| 26 oktober Olympisch kwalificatietoernooi voetbal 1980 № 407 «onderlinge duels» 19:00 (UTC+1) | Svein Gunnar Rein 43' |       | 45' Pasi Rautiainen | Stavangerstadion, Stavanger Toeschouwers: 9.400 Scheidsrechter: Erik Fredriksson (SWE) |

|                                                                          |                                     |       |                  |                                                                                      |
| 1 november EK 1980 kwalificatie № 408 «onderlinge duels» 15:00 uur (UTC) | Portugal                            | 3 – 1 | Noorwegen        | Estádio Nacional, Oeiras Toeschouwers: 34.394 Scheidsrechter: Ricardo Lattanzi (ITA) |
| 1 november EK 1980 kwalificatie № 408 «onderlinge duels» 15:00 uur (UTC) | Artur Correia 38' Nené 59' Nené 71' |       | 11' Georg Hammer | Estádio Nacional, Oeiras Toeschouwers: 34.394 Scheidsrechter: Ricardo Lattanzi (ITA) |

| |                |                        |           |                                                                                                  |
| 14 november Olympisch kwalificatietoernooi voetbal 1980 № 409 «onderlinge duels» 19:30 uur (UTC+1) | West-Duitsland | 0 – 1                  | Noorwegen | Parkstadion Baunatal, Baunatal Toeschouwers: 4.667 Scheidsrechter: Antonio Tomeo Palanques (ESP) |
| 14 november Olympisch kwalificatietoernooi voetbal 1980 № 409 «onderlinge duels» 19:30 uur (UTC+1) |                | 78' Arne Larsen Økland |           | Parkstadion Baunatal, Baunatal Toeschouwers: 4.667 Scheidsrechter: Antonio Tomeo Palanques (ESP) |

CONMEBOL: Colombia · Ecuador

UEFA: Albanië · België · Bulgarije · Cyprus · Denemarken · West-Duitsland · Duitse Democratische Republiek · Engeland · Finland · Frankrijk · Griekenland · Hongarije · IJsland · Ierland · Italië · Joegoslavië · Luxemburg · Malta · Nederland · Noord-Ierland · Noorwegen · Oostenrijk · Polen · Portugal · Roemenië · Schotland ·  Sovjet-Unie ·  Spanje · Tsjecho-Slowakije · Turkije · Wales ·  Zweden · Zwitserland

CAF: Madagaskar AFC: Israël

NFF · A-internationals · Selecties · Bondscoaches · Noors vrouwenelftal · Olympisch elftal · Noorwegen U21 · Noorwegen U20 · Noorwegen U19 · Noorwegen U18 · Noorwegen U17 · Noorwegen U16 · Vrouwen U17
1908 – 1919 ·
1920 – 1929 ·
1930 – 1939 ·
1940 – 1949 ·
1950 – 1959 ·
1960 – 1969 ·
1970 – 1979 ·
1980 – 1989 ·
1990 – 1999 ·
2000 – 2009 ·
2010 – 2019 ·
2020 − 2029
EK 2000
WK 1938 ·
WK 1994 ·
WK 1998
OS 1912 · 
OS 1920 · 
OS 1936 · 
OS 1952 · 
OS 1984
1908 ·
1909 ·
1910 ·
1911 ·
1912 · 
1913 · 
1914 · 
1915 · 
1916 · 
1917 · 
1918 · 
1919 · 
1920 · 
1921 · 
1922 · 
1923 · 
1924 · 
1925 · 
1926 · 
1927 · 
1928 · 
1929 · 
1930 · 
1931 · 
1932 · 
1933 · 
1934 · 
1935 · 
1936 · 
1937 · 
1938 · 
1939 · 
1940 – 1944 · 
1945 · 
1946 · 
1947 · 
1948 · 
1949 · 
1950 · 
1952 · 
1952 · 
1953 · 
1954 · 
1955 · 
1956 · 
1957 · 
1958 · 
1959 · 
1960 · 
1961 · 
1962 · 
1963 · 
1964 · 
1965 · 
1966 · 
1967 · 
1968 · 
1969 · 
1970 · 
1971 · 
1972 · 
1973 · 
1974 · 
1975 · 
1976 · 
1977 · 
1978 · 
1979 · 
1980 · 
1981 · 
1982 · 
1983 · 
1984 · 
1985 · 
1986 · 
1987 · 
1988 · 
1989 · 
1990 ·
1991 · 
1992 · 
1993 · 
1994 · 
1995 · 
1996 · 
1997 · 
1998 · 
1999 · 
2000 · 
2001 · 
2002 · 
2003 · 
2004 · 
2005 · 
2006 · 
2007 · 
2008 · 
2009 · 
2010 · 
2011 · 
2012 · 
2013 · 
2014 · 
2015 · 
2016 · 
2017 · 
2018 ·
2019 ·
2020 ·
2021 ·
2022 ·
2023 ·
2024
Albanië ·
Argentinië ·
Armenië ·
Australië ·
Azerbeidzjan ·
Bahrein ·
België ·
Bermuda ·
Bosnië en Herzegovina ·
Brazilië ·
Bulgarije ·
China ·
Colombia ·
Costa Rica ·
Cyprus ·
Denemarken ·
DDR ·
Duitsland ·
Egypte ·
Engeland ·
Estland ·
Faeröer ·
Finland ·
Frankrijk ·
Georgië ·
Ghana ·
Gibraltar ·
Grenada ·
Griekenland ·
Guatemala ·
Honduras ·
Hongarije ·
Hongkong ·
Ierland ·
IJsland ·
Israël ·
Italië ·
Jamaica ·
Japan ·
Joegoslavië ·
Jordanië ·
Kameroen ·
Kazachstan ·
Koeweit ·
Kosovo ·
Kroatië ·
Letland ·
Litouwen ·
Luxemburg ·
Malta ·
Marokko ·
Mexico ·
Moldavië ·
Montenegro ·
Nederland ·
Nieuw-Zeeland ·
Nigeria ·
Noord-Ierland ·
Noord-Korea ·
Noord-Macedonië ·
Oekraïne ·
Oman ·
Oostenrijk ·
Panama ·
Paraguay ·
Polen ·
Portugal ·
Qatar ·
Roemenië ·
Rusland ·
Saarland ·
San Marino ·
Saoedi-Arabië ·
Schotland ·
Senegal ·
Servië ·
Servië en Montenegro ·
Singapore ·
Slovenië ·
Slowakije ·
Sovjet-Unie ·
Spanje ·
Thailand ·
Trinidad en Tobago ·
Tsjechië ·
Tsjecho-Slowakije ·
Tunesië ·
Turkije ·
Uruguay ·
Verenigde Arabische Emiraten ·
Verenigde Staten ·
Verenigd Koninkrijk ·
Wales ·
Wit-Rusland ·
Zuid-Afrika ·
Zuid-Korea ·
Zweden ·
Zwitserland